# Octomeria rohrii
Octomeria rohrii là một loài lan đặc hữu của Brasil (Santa Catarina).